# Mick Granger
Michael Granger (7 tháng 10 năm 1931 – 6 tháng 11 năm 2016) là một cầu thủ bóng đá người Anh thi đấu ở vị trí thủ môn ở Football League cho York City, Hull City và Halifax Town và ở bóng đá non-league cho Cliftonville và Scarborough. Ông mất vì biến chứng của Bệnh Alzheimer tại một nhà dưỡng lão ở York năm 2016.